# Pilea swinglei
Pilea swinglei là loài thực vật có hoa trong họ Tầm ma. Loài này được Merr. miêu tả khoa học đầu tiên năm 1918.